# 浜野正平
浜野 正平 （はまの しょうへい、1899年3月22日 - 1974年4月29日）は、日本の柔道家（講道館9段）。
戦前の明治神宮競技大会や全日本選士権大会で選手として活躍し、後には大阪府警察名誉師範や大阪柔道連盟会長等を務めるなど大阪柔道界の重鎮として知られた。

## 経歴
現在の香川県坂出市に出生し、幼少時代は地元香川に伝わる無相流の柔術を学んだ。坂出商業時代に吉本官次より柔道の手解きを受け、卒業後は上京して明治大学法科専門部へ進学、後には大阪外国語学校支那語科（二部）にも通った。この間、明治大学で三船久蔵に師事したほか講道館および大日本武徳会で永岡秀一・佐村嘉一郎両範士の指導を仰ぎ、1917年9月付で講道館入門。翌18年1月に初段、続く1919年1月に2段、1年おいて1921年1月には3段に列せられている。
2段位・3段位でも希少であった当時、浜野は卒業後1922年4月より1925年3月まで官立大阪外国語学校にて師範を務めたほか、同じく22年11月より大阪府警察部柔道教師（のち1943年4月には主任師範）、1925年10月より旧制四條畷中学校（現・府立四條畷高校）、以後も1928年4月府立園芸高校、1930年4月大阪貿易学校（現・開明高校）、1940年官立大阪高校等の柔道師範を兼任し、更に“西の講道館”と云われた洪火会では首席理事として多くの弟子の養成に当たった。
この間、1928年1月には5段となって同年5月に柔道教士の称号を拝受、1938年2月には7段まで取得している。
| 段位 | 年月日        | 年齢 |
| ---- | ------------- | ---- |
| 入門 | 1917年9月30日 | 18歳 |
| 初段 | 1918年1月13日 | 18歳 |
| 2段  | 1919年1月12日 | 19歳 |
| 3段  | 1921年1月16日 | 21歳 |
| 4段  | 1925年4月22日 | 26歳 |
| 5段  | 1928年1月8日  | 28歳 |
| 6段  | 1933年6月1日  | 34歳 |
| 7段  | 1938年2月10日 | 38歳 |
| 8段  | 1945年5月4日  | 46歳 |
| 9段  | 1958年5月5日  | 59歳 |

一方で自身も現役の選手として活躍し、3段位にあった1924年11月の明治神宮大会では大阪代表で青年組の部に出場して早大出身の二宮宗太郎・鷹崎正見と共に決勝リーグ戦に進出。
また1937年10月には第7回全日本選士権大会専門成年前期の部へ第5区（近畿）から出場し、初戦は不戦勝、準決勝戦は岡本金次郎5段を合技で降し、決勝戦では相撲出身で中野正三の愛弟子としても知られる須藤金作6段と選士権獲得を懸けて接戦を演じ、最後は須藤の左背負投に敗れたものの準優勝という成績を残した。
このほか全満州・全大阪の対抗試合と全台湾・全大阪の対抗試合にそれぞれ2度ずつ出場し、全京都・全大阪や全熊本・全大阪の各対抗試合では大阪方主将として活躍している。
浜野は身長167cm・体重73kgと均整の取れた体格を以て、立っては送足払や小外刈といった足技に加え払腰や恩師・永岡譲りの横捨身技を得手とし、また天神真楊流の戸張滝三郎の元で柔術を修行しその奥義を極めていた関係で寝技にも長じた。
終戦直前の1945年5月に8段位を允許。
戦後、太平洋戦争により焦土と化した祖国を憂いた浜野は、日本の再建と世界平和への貢献のためには柔道の復興以外にあり得ないと考えて大阪の焼け野原にニュージャパン柔道協会を立ち上げ、以前にも増して其道の普及・振興に尽力。新たに大阪税関柔道師範に就任したほか1951年7月より大阪府柔道連盟会長を務め、戦前から師範を務めた大阪警察では広瀬巌や伊藤徳治、四條畷中学校時代の自身の教え子でもある山本博らと共に、定年退官する1964年までの永きに渡って警察官の指導に汗を流した。
これら柔道界への多大な貢献が認められ、1958年5月の嘉納師範20年祭では9段へ昇段し赤帯を許されている。
また、1950年代以降の柔道の国際化に伴い、1956年に第1回世界選手権大会が開催され1964年の東京五輪では初めて柔道競技が採用されるなど国際試合の数が飛躍的に増え始めると、浜野は全日本柔道連盟国際試合選手強化委員会の第3代委員長を任ぜられ、全国レベルでの選手育成という重責を担う事に。
これに応えるように1965年の世界選手権大会（リオデジャネイロ）で4階級のうち重量級を除く3階級を制覇、続く1967年大会（ソルトレイクシティ）でも6階級のうち重量級を除く5階級を制覇、そして1969年大会（メキシコシティ）では遂に全6階級制覇に導いた。続く1971年大会（ルートヴィヒスハーフェン）では重量級を失ったものの5階級を制し、引き続き柔道お家芸としての面子を保つ事ができた。
しかし、柔道競技が2度目の採用となる1972年のミュンヘン五輪で日本選手団は6階級のうち軽い3階級で金メダルを獲得したものの、軽重量級・重量級・無差別級の3階級で惨敗を喫したため浜野は全柔連強化委員長として非難の的となり、その責任を取る形で強化委員長のポストを広瀬巌に譲った。後日、「絶対優勝を確信していた軽重量級の笹原富美雄の取りこぼしが残念だった」と語っていたという。
強化委員長を辞してからは、1973年2月にソビエト連邦政府の要請を受け、74歳という高齢ながら氷点下30度の厳寒の中で1ヵ月に渡りソ連各地を廻って柔道指導を行った。この頃のソ連柔道は伝統の格闘術サンボを土台としたもので、それまで日本からの指導者を受け入れた事はなかったが、強化委員長辞任のニュースを聞いて突然浜野を招聘したい旨の連絡があったという。
ソ連指導の翌年、浜野は1974年4月29日に脳血栓症のため75歳で死去。
帰国後も余暇をみて碁がたきを相手に精力的に戦い、その腕前は素人の域を遥に越えて関西棋院より5段位を受けるほどだった。読み書きには眼鏡を使わず、柔道で鍛え上げた体は死の直前まで健康そのものであったと周囲は語り、氏の急逝には驚きと困惑を隠せなかったという。
5月17日に因縁あるニュージャパン道場において執り行われた告別式には1,000人以上が駆け付け、参列者達は、大阪市天王寺区に居を構えて府警師範や府柔道連盟・近畿柔道連盟で永く会長を務め、戦後の大阪の地に柔道の土台を築いて日本国政府からは勲四等も受章した浜野のそれまでの尽力と活躍に想いを寄せた。
なお、講道館大阪国際センターには現在もその功績を讃え銅像が飾られている。